# Ардашев, Сергей Николаевич
Сергей Николаевич Ардашев (13 октября 1998, Балезино, Удмуртия) — российский лыжник, чемпион России, чемпион мира среди молодёжи. Мастер спорта России международного класса.

## Биография
Начал заниматься лыжным спортом в родном посёлке, первые тренеры — Юрий Алексеевич Зайцев, Николай Леонидович Ложкин. На внутренних соревнованиях представлял Удмуртию, в начале 2020-х годов перешёл в команду Республики Татарстан (г. Набережные Челны). В дальнейшем тренировался под руководством Д. С. Ходырева, А. А. Кравченко, в сборной — Е. Сорина, О. О. Перевозчикова. Специализируется на классическом стиле.
Становился призёром различных всероссийских соревнований в младших возрастах.
На чемпионате мира среди юниоров (до 20 лет) 2018 года в Швейцарии стал серебряным призёром в гонке на 10 км и бронзовым — в эстафете. Участник трёх первенств мира среди молодёжи (до 23 лет). В 2019 году в Лахти завоевал серебро в спринте; в 2020 году в Обервизентале стал чемпионом на дистанции 15 км и двукратным серебряным призёром — в гонке на 30 км и смешанной эстафете; в 2021 году в Финляндии — серебряным призёром в смешанной эстафете и бронзовым в спринте.
На уровне чемпионата России становился чемпионом в 2019 году в эстафете; серебряным призёром — в 2018 году в эстафете, в 2019 году в спринте; бронзовым призёром — в 2019 году в гонке на 50 км. Призёр этапов Кубка России, победитель чемпионата Приволжского ФО, победитель соревнований «Красногорская лыжня».
В январе 2019 года дебютировал на Кубке мира. Лучший результат — 11-е место в спринте в январе 2020 года в Оберстдорфе.
Призёр международных соревнований «Blink-2018» (Норвегия) в гонке на лыжероллерах на 60 км.